# Chromis gunting
Chromis gunting là một loài cá biển thuộc chi Chromis trong họ Cá thia. Loài này được mô tả lần đầu tiên vào năm 2019.

## Từ nguyên
Từ định danh gunting mang nghĩa là "cái kéo" trong tiếng Tagalog, hàm ý đề cập đến dải viền đen trên hai thùy đuôi của loài này tạo cho vây đuôi có kiểu hình lưỡi kéo.

## Phạm vi phân bố và môi trường sống
C. gunting hiện chỉ được biết đến tại eo biển Đảo Verde của Philippines (ngoài khơi Batangas và Oriental Mindoro), được thu thập ở độ sâu trong khoảng 90–130 m.

## Mô tả

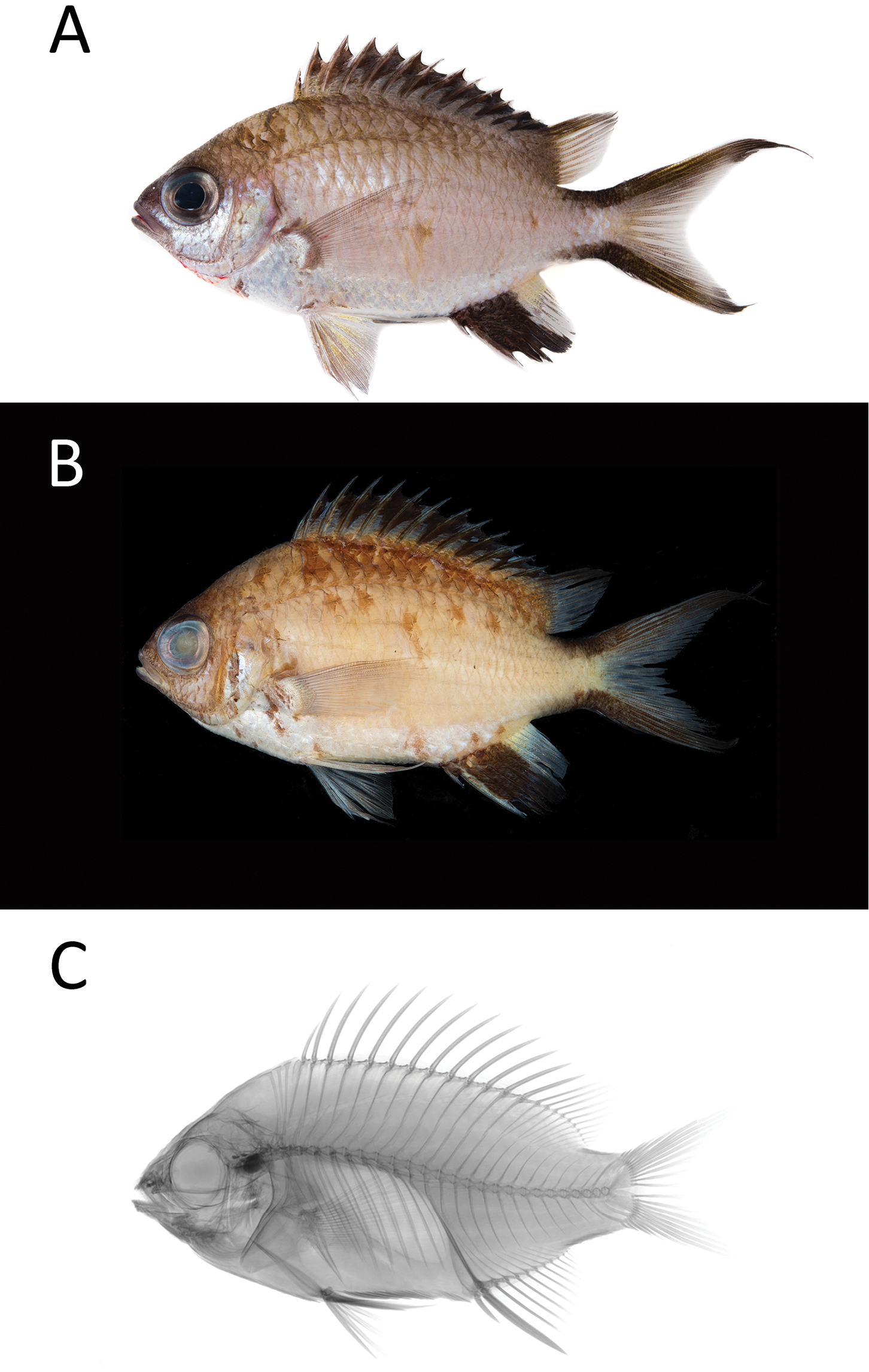
Tiêu bản của C. gunting (mẫu định danh)

Mẫu phụ chuẩn duy nhất của C. gunting có chiều dài cơ thể đo được là 7,7 cm, trong khi mẫu định danh dài 6,8 cm. Cá trưởng thành có màu nâu ở thân trên, chuyển dần sang màu hồng ở giữa thân và xám bạc ở bụng. Viền đen dọc theo rìa các tia gai vây lưng, và trên hai thùy vây đuôi (dải đen kéo dài đến cuống đuôi). Phía cuối của vây lưng trong mờ với các tia mềm màu đen. Phía trước của vây hậu môn màu đen, phần vây còn lại trong mờ. Vây ngực trong suốt với gốc vây màu xám. Vây bụng phớt nâu nhạt, gần như trong suốt.
Số gai ở vây lưng: 13; Số tia vây ở vây lưng: 11; Số gai ở vây hậu môn: 2; Số tia vây ở vây hậu môn: 12; Số tia vây ở vây ngực: 16–17; Số gai ở vây bụng: 1; Số tia vây ở vây bụng: 5; Số vảy đường bên: 14–16; Số lược mang: 19–20.